# Биричевский, Дмитрий Анатольевич
Дми́трий Анато́льевич Бириче́вский (род. 3 января 1973) — российский дипломат. Чрезвычайный и полномочный посол (2025).

## Биография
Окончил Санкт-Петербургский государственный университет в 1996 году и Дипломатическую академию МИД России в 1998 году. Владеет английским и японским языками. На дипломатической работе с 1999 года.
- В 2011—2015 годах — заместитель директора Третьего департамента Азии МИД России.
- В 2015—2020 годах — советник-посланник Посольства России в Японии.
- С 24 февраля 2021 года — директор Департамента экономического сотрудничества МИД Российской Федерации[1].

## Дипломатический ранг
- Чрезвычайный и полномочный посланник 2 класса (10 февраля 2018)[2].
- Чрезвычайный и полномочный посланник 1 класса (10 июня 2022)[3].
- Чрезвычайный и полномочный посол (11 июня 2025)[4].

## Награды
- Медаль ордена «За заслуги перед Отечеством» II степени (10 февраля 2020) — за большой вклад в реализацию внешнеполитического курса Российской Федерации и многолетнюю добросовестную дипломатическую службу[5].
- Орден Дружбы (5 февраля 2024) — за большой вклад в реализацию внешнеполитического курса Российской Федерации и многолетнюю добросовестную дипломатическую службу[6].